# Átlagos bitráta
Az átlagos bitráta (Average BitRate, ABR) a telekommunikációban és az informatikában a szolgáltatásminőséggel kapcsolatos fogalom. Digitális zene vagy videó esetében az időegység alatt átvitt adatmennyiségre utal, mértékegysége általában kbit/s. Egy változó bitrátájú (VBR) MP3-fájl lehet például átlagosan 145 kbit/s-os, tehát az egész fájlra értelmezett bitrátája 145 000 bps – ettől még lehetnek az adatfolyamban alacsonyabb és magasabb bitrátájú részek. Az audio/videominőségnek a bitráta önmagában nem elégséges mércéje, hiszen egy hatékonyabb tömörítési módszer a kevésbé hatékony módszernél alacsonyabb bitrátával is elérheti ugyanazt a minőséget.
Az átlagos bitráta kifejezés utalhat a változó bitrátájú (VBR) kódolás egy fajtájára is; ennél a kódoló megpróbálja elérni, hogy a kimeneti adatfolyam átlagos bitrátája egy adott értéket érjen el az egész fájlra nézve (vagy megközelítse azt, streamelés vagy egymenetes VBR kódolás esetében). A változó bitrátájú kódolás egyik aleseteként ez a kódolás is lehetővé teszi a forrásanyag komplexebb, dinamikusabb részeinek kódolásakor a több bit, a kevésbé komplex részeknél pedig kevesebb bit használatát. Egy adott cél-bitráta értéket tekintve az állandó minőségű VBR általában jobb minőségű, mint az (egymenetes) ABR, ami megelőzi a CBR-t (konstans bitrátát). Az ABR kódolás azoknak a felhasználóknak ajánlott, akik a VBR kódolás előnyét kiaknázva (keretről keretre optimális bitráta) viszonylag megjósolható fájlméretet szeretnének elérni. A pontos ABR kódoláshoz két- vagy többmenetes kódolásra van szükség, mivel a kódolónak az első menet során nincs információja arról, hogy az audio/video adatfolyam mely részeinek lesz szüksége a legmagasabb bitrátákra a kódoláskor.

## Fordítás
- Ez a szócikk részben vagy egészben az Average bitrate című angol Wikipédia-szócikk ezen változatának fordításán alapul.  Az eredeti cikk szerkesztőit annak laptörténete sorolja fel. Ez a jelzés csupán a megfogalmazás eredetét és a szerzői jogokat jelzi, nem szolgál a cikkben szereplő információk forrásmegjelöléseként.